# 叶夫根尼·弗拉基米罗维奇·哈里托诺夫
叶夫根尼·弗拉基米罗维奇·哈里托诺夫（俄语：Евгений Владимирович Харитонов；1941年7月11日—1981年7月29日）是苏联作家、诗人、剧作家、戏剧导演。
哈里托诺夫出生于新西伯利亚，毕业于格拉西莫夫电影学院表演系。在短暂的演员生涯后，他回到大学作为研究生学习电影制作，并以哑剧为题目完成了毕业论文。他为莫斯科模仿与手势剧院创作并导演了一部戏剧《魔法岛》（«Очарованный остров»）。他在完成戏剧《软禁》手稿的次日在莫斯科普希金街（今大德米特罗夫卡街）因心脏病去世，该剧直到他死后七年才出版。他被安葬在新西伯利亚，并于1981年被追授安德烈·别雷奖。